# Транспорт Сполучених Штатів Америки
Транспорт Сполучених Штатів Америки представлений автомобільним , залізничним , повітряним , водним (морським, річковим і озерним)  і трубопровідним , у населених пунктах  та у міжміському сполученні діє громадський транспорт пасажирських перевезень. Автомобільний і повітряний основні види пасажирських перевезень в країні, що значно перевищують показники національних залізниць і займають перші позиції серед країн світу. Основний засіб пересування населення в більшості регіонів країни — особистий автотранспорт. Громадський транспорт, особливо поза великими містами, розвинений значно слабше, ніж у Європі, хоча практично в будь-якому місті США є та чи інша форма громадського транспорту. Площа країни дорівнює 9 826 675 км² (3-тє місце у світі). Форма території країни складена з 3 частин (Мейнленд, Аляска та Гаваї), форма основної частини (48 штатів) — видовжена в широтному напрямку; максимальна дистанція (для основної частини) з півночі на південь — 2570 км, зі сходу на захід — 4515 км. Географічне положення Сполучених Штатів Америки дозволяє країні контролювати транспортні шляхи між Канадою і Латинською Америкою; акваторіями Атлантичного і Тихого, Тихого і Північного Льодовитого океанів (Берингова протока), акваторію північної частини Тихого океану (Гаваї).

## Історія становлення і розвитку
У різні історичні часи домінували свої види транспорту. Тепер основні перевезення здійснюються переважно автомобільним транспортом та авіацією.

## Автомобільний
Загальна довжина автошляхів у Сполучених Штатах Америки, станом на 2012 рік, дорівнює 6 586 610 км, з яких 4 304 715 км із твердим покриттям (76 334 км швидкісних автомагістралей) і 2 281 895 км без нього (1-ше місце у світі). Переважна частина американських міст і передмість створюється і розвивається з розрахунку на автомобілі та з урахуванням потреб автодорожнього транспорту. З розвитком автомобілів у Північній Америці популярність залізниць почала падати, a з будівництвом системи міжштатних автомагістралей у 50-60-ті роки XX століття залізничний транспорт втратив колись першорядні економічні позиції, і якщо продовжує приносити прибуток, то тільки у вантажних перевезеннях.

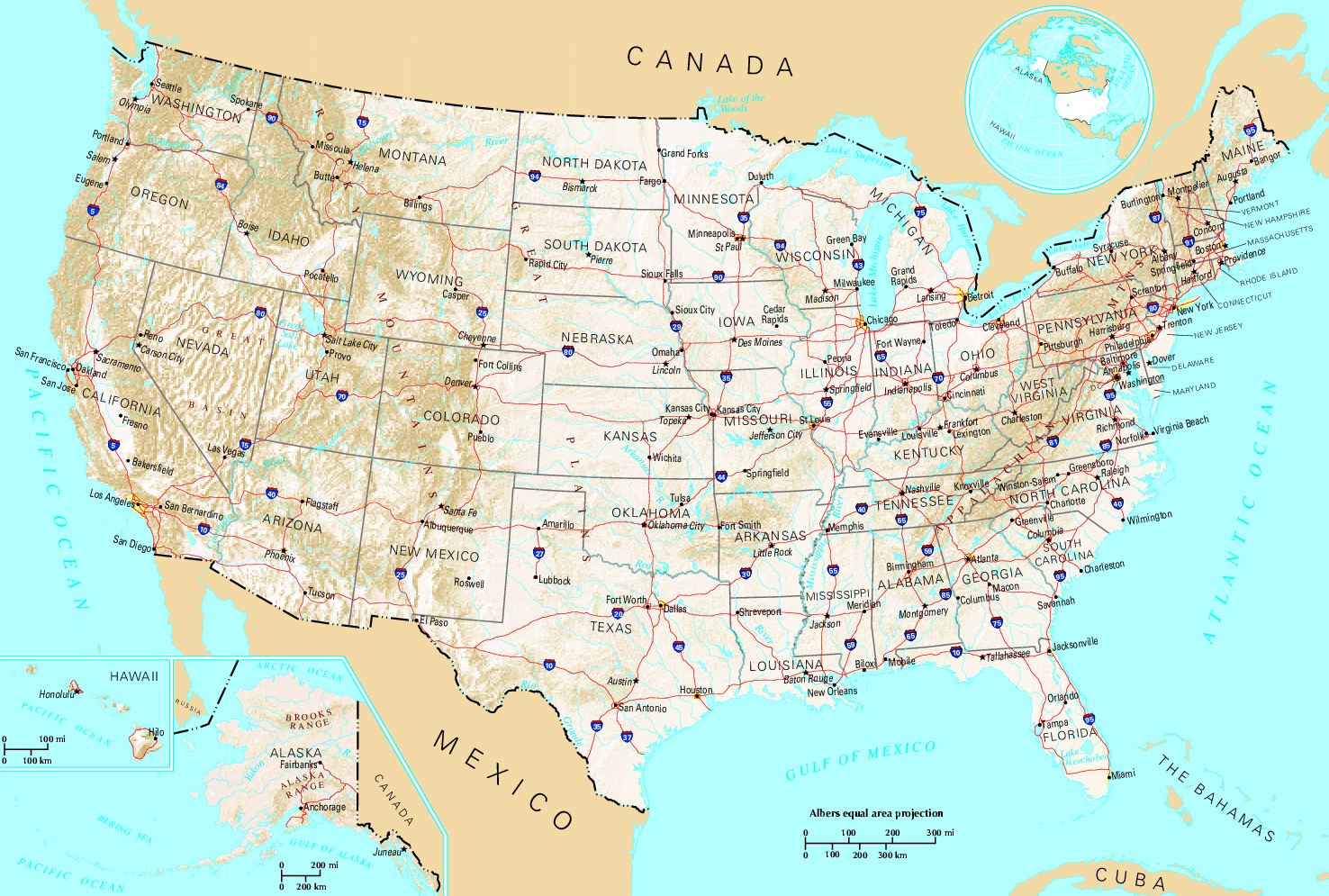
Карта-схема основних магістралей США

## Залізничний
Загальна довжина залізничних колій країни, станом на 2014 рік, становила 293 564 км (1-ше місце у світі), з яких 293 564 км стандартної 1435-мм колії.

Основні залізничні магістралі США

На відміну від європейських держав, які інвестують у залізничний транспорт нарівні з іншими видами, влада США зробила наголос на автомобільному й повітряному видах транспорту, залишивши залізницю осторонь. У підсумку приватні залізничні компанії почали втрачати прибуток на пасажирських перевезеннях, що призвело до їх різкого скорочення. Лише створення Конгресом 1971 року напівдержавної корпорації Amtrak врятувало пасажирський залізничний транспорт у США від повного зникнення. Популярність поїздів дещо збільшилася за часів різкого підвищення цін на бензин у 1970-ті роки і після терористичної атаки 11 вересня 2001 року. Стихійні явища, такі як ураган «Катрина» 2005 року і сильні снігопади в Колорадо в грудні 2006 року, вчергове показали, наскільки важливу роль може зіграти залізничний транспорт у перевезенні людей при надзвичайних ситуаціях. Окрім того, перевантаження автотрас і аеропортів незмінно викликає затримки. Усі ці фактори сприяють відродженню в американців інтересу до залізниці як додаткового способу пересування країною.

## Повітряний
У країні, станом на 2013 рік, діє 13 513 аеропортів (1-ше місце у світі), з них 5054 із твердим покриттям злітно-посадкових смуг і 8459 із ґрунтовим. Аеропорти країни за довжиною злітно-посадкових смуг розподіляються наступним чином (у дужках окремо кількість без твердого покриття):
- довші за 10 тис. футів (>3047 м) — 189 (1);
- від 10 тис. до 8 тис. футів (3047-2438 м) — 235 (6);
- від 8 тис. до 5 тис. футів (2437—1524 м) — 1,478 (140);
- від 5 тис. до 3 тис. футів (1523—914 м) — 2,249 (1552);
- коротші за 3 тис. футів (<914 м) — 903 (6760).

У країні, станом на 2015 рік, зареєстровано 92 компанії авіаперевізників, які оперують 6817 повітряними суднами. За 2015 рік загальний пасажирообіг на внутрішніх і міжнародних рейсах становив 798,23 млн осіб. За 2015 рік повітряним транспортом було перевезено 37,219 млрд тонно-кілометрів вантажів (без врахування багажу пасажирів).
У країні, станом на 2013 рік, споруджено і діє 5287 гелікоптерних майданчиків.
Сполучені Штати Америки є членом Міжнародної організації цивільної авіації (ICAO). Згідно зі статтею 20 Чиказької конвенції про міжнародну цивільну авіацію 1944 року, Міжнародна організація цивільної авіації для повітряних суден країни, станом на 2016 рік, закріпила реєстраційний префікс — N, заснований на радіопозивних, виділених Міжнародним союзом електрозв'язку (ITU). Код ІКАО для аеропортів континентальної частини Сполучених Штатів Америки — K; для Аляски — PA, PF, PO, P; для Гаїті — PH.

## Водний

### Морський
Головні морські порти країни: Гемптон-Роудс, Нью-Йорк, Філадельфія, Балтимор, Норфолк, Саванна — на східному узбережжі; Техас-Сіті, Батон-Руж, Тампа, Корпус-Крісті, Плакмін, Новий Орлеан, Х'юстон — на узбережжі Мексиканської затоки; Лонг-Біч, Лос-Анджелес, Сіетл — на західному узбережжі; Валдіз — на Алясці. Річний вантажообіг контейнерних терміналів (дані за 2011 рік):

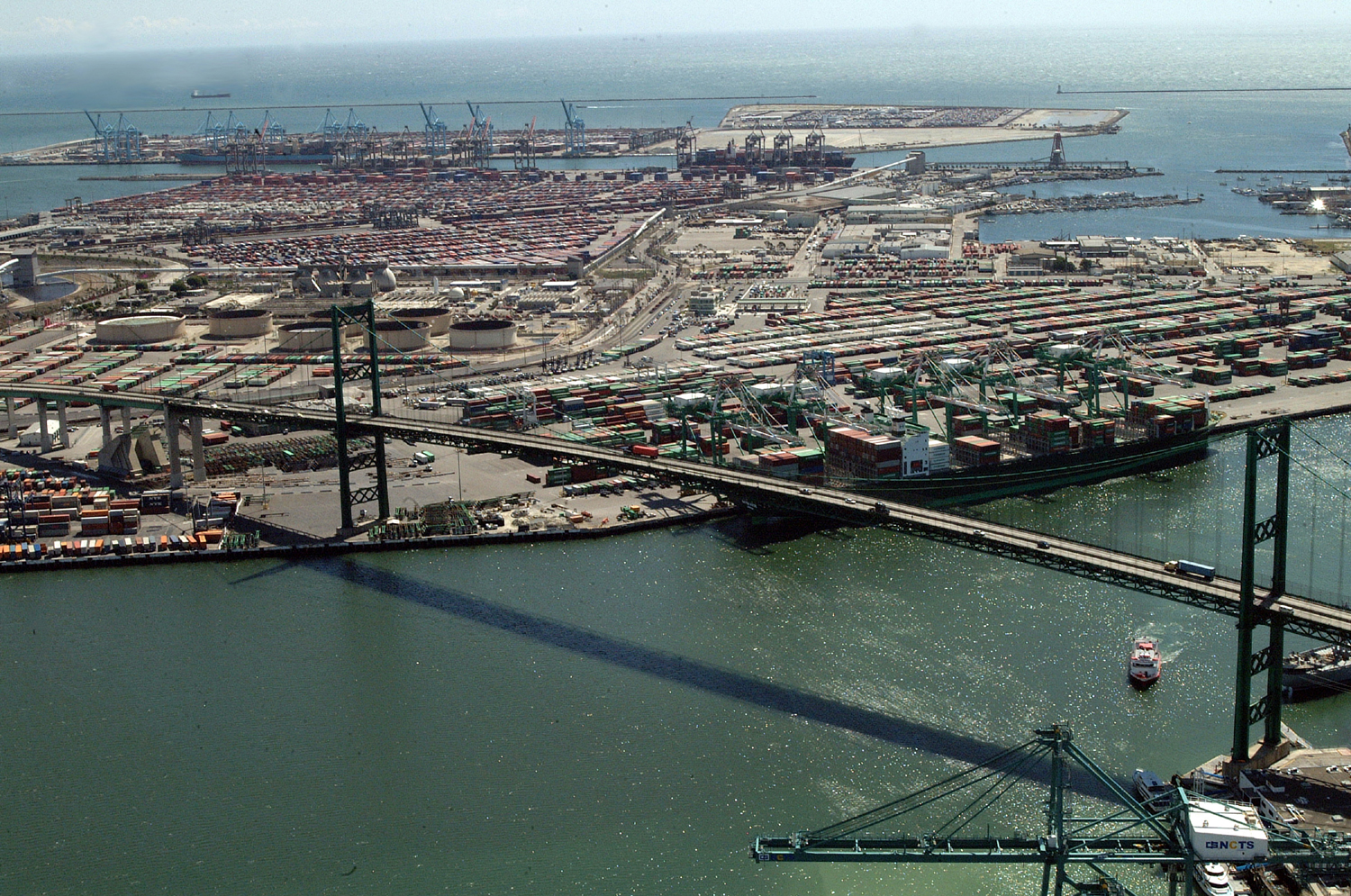
Вид з повітря на Міст Вінсента Томаса і порт Лос-Анджелеса

Гемптон-Роудс — 1,92 млн, Х'юстон — 1,87 млн, Лонг-Біч — 6,06 млн, Лос-Анджелес — 7,94 млн, Нью-Йорк/Нью-Джерсі — 5,5 млн, Окленд — 2,34 млн, Саванна — 2,94 млн, Сіетл — 2,03 млн контейнерів (TEU). Головні причальні стоянки круїзних лайнерів (річний пасажиропотік 2009 року): Маямі — 2,03 млн, Порт-Еверглейдс — 1,28 млн, Порт-Канаверал — 1,18 млн, Сіетл — 0,43 млн, Лонг-Біч — 0,42 млн. Нафтові термінали: Луїзіана (LOOP) у відкритому морі, Хаймарк.

LNG-термінали скрапленого природного газу діють у портах: Коув-Пойнт (Меріленд), Ельба-Айленд (Джорджія), Еверетт (Массачусетс), Фріпорт, Голден-Пас і Сабіне-Пас (Техас), Хекберрі і Лейк-Чарльз (Луїзіана), Нептун і Норсвест-Гетвей (відкрите море), Паскагула (Міссісіпі). СПГ-термінали для експорту скрапленого природного газу діють у портах: Кенай на Алясці.

Морський торговий флот країни, станом на 2010 рік, складався з 393 морських суден з тоннажем більшим за 1 тис. реєстрових тонн (GRT) кожне (26-те місце у світі), з яких: ліхтеровозів — 6, балкерів — 55, суховантажів — 51, інших вантажних суден — 2, танкерів для хімічної продукції — 30, контейнеровозів — 84, пасажирських суден — 18, вантажно-пасажирських суден — 56, нафтових танкерів — 35, рефрижераторів — 3, ролкерів — 27, автовозів — 26.
Станом на 2010 рік, кількість морських торгових суден, що ходять під прапором країни, але є власністю інших держав — 85 (Австралії — 1, БермудськихОстровів — 5, Данії — 31, Франції — 4, Німеччини — 5, Малайзії — 2, Норвегії — 17, Сінгапуру — 16, Великої Британії — 4); зареєстровані під прапорами інших країн — 794 (Антигуа і Барбуди — 7, Австралії — 2, Багамських Островів — 109, Бельгії — 1, Бермудських Островів — 26, Канади — 10, Кайманових Островів — 57, Коморських Островів — 2, Кіпру — 5, Грузії — 1, Греції — 8, Гондурасу — 1, Гонконгу — 44, Індонезії — 2, Ірландії — 2, Острову Мен — 1, Італії — 23, Ліберії — 53, Мальти — 34, Маршаллових Островів — 200, Нідерландів — 16, Норвегії — 10, Панами — 90, Португалії — 4, Сент-Кіттсу і Невісу — 1, Сент-Вінсенту і Гренадин — 18, Сінгапуру — 36, Південної Кореї — 8, Того — 1, Великої Британії — 14, Вануату — 2, невстановленої приналежності — 6).

### Річковий
Загальна довжина судноплавних ділянок річок і водних шляхів, доступних для суден з дедвейтом понад 500 тонн, 2012 року становила 41 009 км (5-те місце у світі). Лише 19 312 км використовується на потребу сучасної економіки країни. Головна водна транспортна артерія країни — річка Святого Лаврентія (3 769 км), яку ділить з Канадою. Для центральних штатів найважливішою водною артерією є річка Міссісіпі з притоками Арканзас, Огайо, Теннессі, Міссурі, Іллінойс. Для південних штатів — річки Томбігбі, Чаттахучі та штучний канал вздовж узбережжя Мексиканської затоки до Х'юстона. На східному узбережжі важливою є водна система Гудзону в штаті Нью-Йорк, що сполучається системою каналів з водними шляхами Великих озер і річкою Святого Лаврентія. На західному узбережжі важливі водні артерії: Колумбія у штаті Вашингтон, річки Сакраменто і Сан-Хоакін у Каліфорнії. У ряді міст існує поромне сполучення через водні перешкоди.

## Трубопровідний
Загальна довжина газогонів у Сполучених Штатах Америки, станом на 2013 рік, становила 1,98 млн км; нафто- і продуктогонів 240,71 тис. км.

## Державне управління
Держава здійснює управління транспортною інфраструктурою країни через федеральний департамент перевезень. Станом на грудень 2017 року департамент в уряді Дональда Трампа очолювала державний секретар Елейн Чао.

### Українською
- Атлас. 10-11 клас. Економічна і соціальна географія світу / упорядники :  О. Я. Скуратович, Н. І. Чанцева. — К. : ДНВП «Картографія», 2010. — ISBN 978-966-475-639-3.
- Атлас світу / голов. ред. І. С. Руденко ; зав. ред. В. В. Радченко ; відп. ред. О. В. Вакуленко. — К. : ДНВП «Картографія», 2005. — 336 с. — ISBN 9666315467.
- Безуглий В. В. Економічна і соціальна географія зарубіжних країн : Навчальний посібник. — К. : ВЦ «Академія», 2007. — 704 с. — ISBN 978-966-580-239-6.
- Безуглий В. В., Козинець С. В. Регіональна економічна і соціальна географія світу : Навчальний посібник. — видання 2-ге, доп., перероб. — К. : ВЦ «Академія», 2007. — 688 с. — ISBN 966-580-144-9.
- Дахно І. І. Країни світу: Енциклопедичний довідник / І. І. Дахно, С. М. Тимофієв. — К. : Мапа, 2011. — 606 с. — (Бібліотека нового українця) — ISBN 978-966-8804-23-6.
- Дахно І. І. Економічна географія зарубіжних країн : навчальний посібник. — К. : Центр учбової літератури, 2014. — 319 с. — ISBN 978-611-01-0682-5.
- Дорошенко В. І. Географія транспорту : Навчальний посібник / В. І. Дорошенко, К. Д. Діденко. — К. : Київський нац. ун-т ім. Т. Шевченка, 2010. — 183 с. — ISBN 978-966-439-329-1.
- Дубович І. А. Країнознавчий словник-довідник. — 5-те вид., перероб. і доп. — К. : Знання, 2008. — 839 с. — ISBN 978-966-346-330-8.
- Економічна і соціальна географія країн світу : Навчальний посібник / За ред. С. П. Кузика. — Л. : Світ, 2002. — 672 с. — ISBN 966-603-178-7.
- Зарубіжна транспортна географія : навчальний посібник / уклад. : Петрашевський О. Л. и др. — К. : Національний транспортний університет, 2015. — 95 с. — ISBN 978-966-632-227-5.
- Кузик С. П., Книш М. М. Економічна і соціальна географія країн Америки : навч. посіб. — Л. : ЛНУ ім. Івана Франка, 1999. — 299 с. — ISBN 966-613-026-2.
- Юрківський В. М. Регіональна економічна і соціальна географія. Зарубіжні країни : Підручник. — К. : Либідь, 2001. — 416 с. — ISBN 966-06-0092-5.

### Англійською
- (англ.) Modern Transport Geography / Hoyle, B. and R. Knowles (eds). — Second Edition,. — London : Wiley, 1998.
- (англ.) Rodrigue, J-P. The Geography of Transport Systems. — Fourth Edition. — N. Y. : Routledge, 2017. — 440 с. — ISBN 978-1138669574.
- (англ.) Taaffe E. J., Gauthier H. L. and O'Kelly M. E. Geography of transportation. — Second Edition. — N. Y. : Prentice Hall, 1996. — ISBN 0-13-368572-1.
- (англ.) Black, W. Transportation: A Geographical Analysis. — N. Y. : Guilford, 2003.

### Російською
- (рос.) Максаковский В. П. Географическая картина мира. Книга I: Общая характеристика мира. — М. : Дрофа, 2008. — 495 с. — ISBN 978-5-358-05275-8.
- (рос.) Максаковский В. П. Географическая картина мира. Книга II: Региональная характеристика мира. — М. : Дрофа, 2009. — 480 с. — ISBN 978-5-358-06280-1.
- (рос.) Физико-географический атлас мира. — М. : Академия наук СССР и главное управление геодезии и картографии ГГК СССР, 1964. — 298 с.
- (рос.) Шаповал Н. С. Транспортная география и транспортные системы мира : учебное пособие. — К. : Центр учбової літератури, 2006. — 188 с. — ISBN 000-0000-00-4.
- (рос.) Экономическая, социальная и политическая география мира. Регионы и страны / под ред. С. Б. Лаврова, Н. В. Каледина. — М. : Гардарики, 2002. — 928 с. — ISBN 5-8297-0039-5.
- (рос.) Энциклопедия стран мира / глав. ред. Н. А. Симония. — М. : НПО «Экономика» РАН, отделение общественных наук, 2004. — 1319 с. — ISBN 5-282-02318-0.